# Kriegsgräberstätten Westfriedhof (Magdeburg)
Auf den Kriegsgräberstätten des Westfriedhofs Magdeburg im Stadtteil Stadtfeld West von Magdeburg befinden sich folgende Gräberfelder und Erinnerungsorte:
Soldatengräber aus dem Ersten Weltkrieg (273 Tote), Soldatengräber aus dem Zweiten Weltkrieg (1.086 Tote), Gräberfelder und Gedenkstätte für die Opfer der Luftangriffe auf Magdeburg (Tausende Tote), Gedenkstein für gefallene italienische Militärinternierte, Ehrenhain für Opfer des Faschismus (855 Bestattungen), Massengrab für Tote vom sowjetischen KGB-Gelände Klausenerstraße (60 Tote).

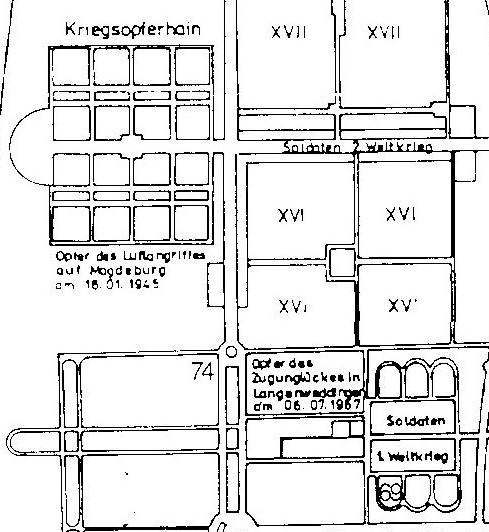
Kriegsgräberstätte Westfriedhof Magdeburg (Norden ist rechts)

## Soldatenfriedhof des Ersten Weltkrieges
Auf der Begräbnisstätte befinden sich 273 Gräber deutscher Soldaten aus der Zeit von 1914 bis 1918. Es handelt sich überwiegend um Verwundete und Erkrankte, die in Magdeburger Lazaretten verstorben waren. In den 1990er Jahren erfolgte eine Sanierung des Weges, der das Grabfeld durchquert, 2009 eine neue Gehölzpflanzung im Randgebiet und die Anpflanzung von Stauden. Die vorhandenen steinernen Grabmale wurden in den 1970er Jahren bündig in eine Rasenfläche verlegt. Die Namen auf diesen Grabmalen sind teilweise nicht mehr lesbar. Im Zentrum des Grabfeldes steht ein Granitdenkmal, dessen Platte mit Widmung entfernt worden ist. Auf der Seite „Kriegsgräberstätte Magdeburg Westfriedhof“ des Volksbundes Deutsche Kriegsgräberfürsorge ist diese Grabanlage für Soldaten des Ersten Weltkrieges beschrieben, bisher aber nicht die für Soldaten und zivile Opfer des Zweiten Weltkrieges.

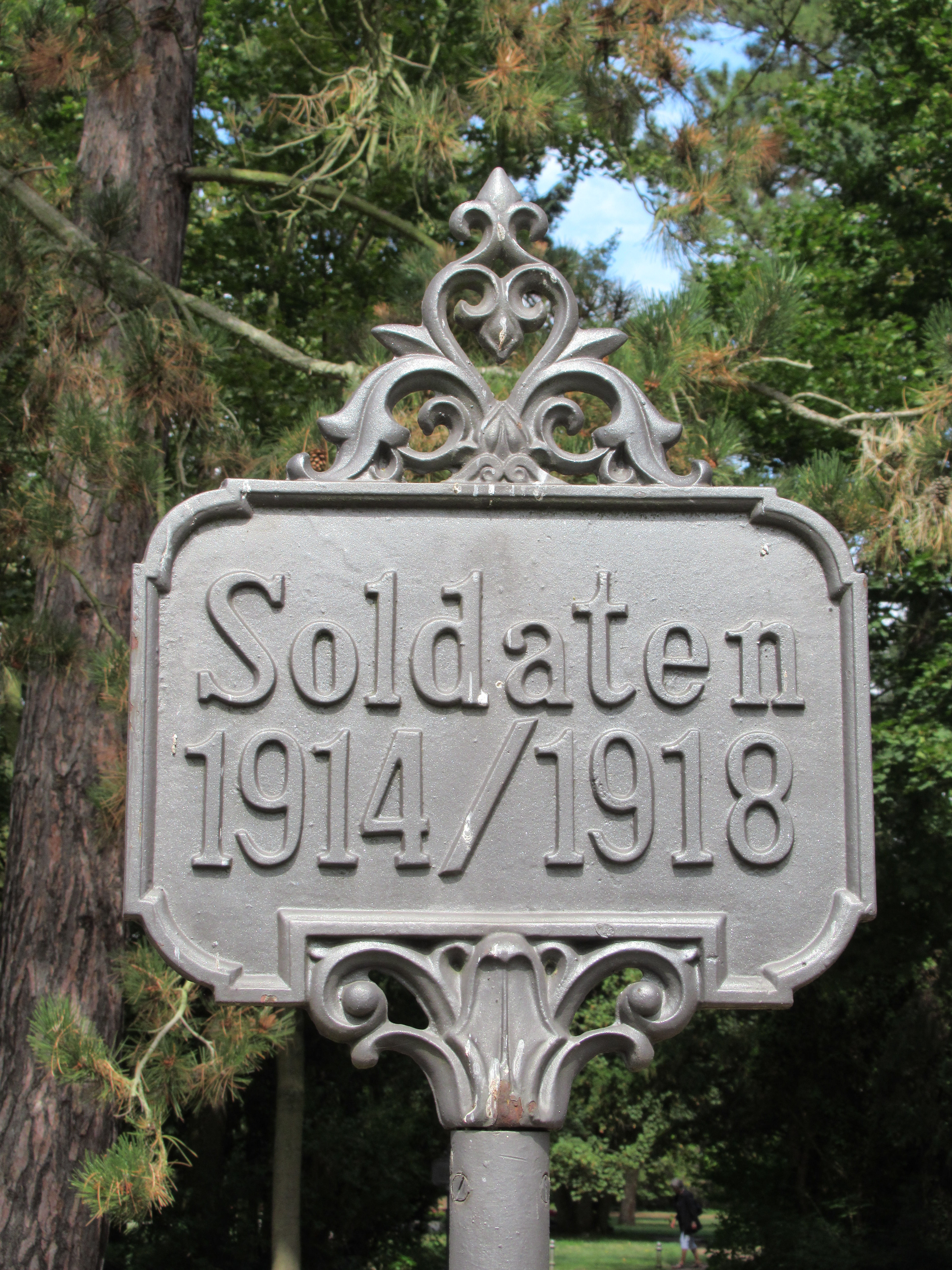
Soldatengräber 1914–18 Magdeburg
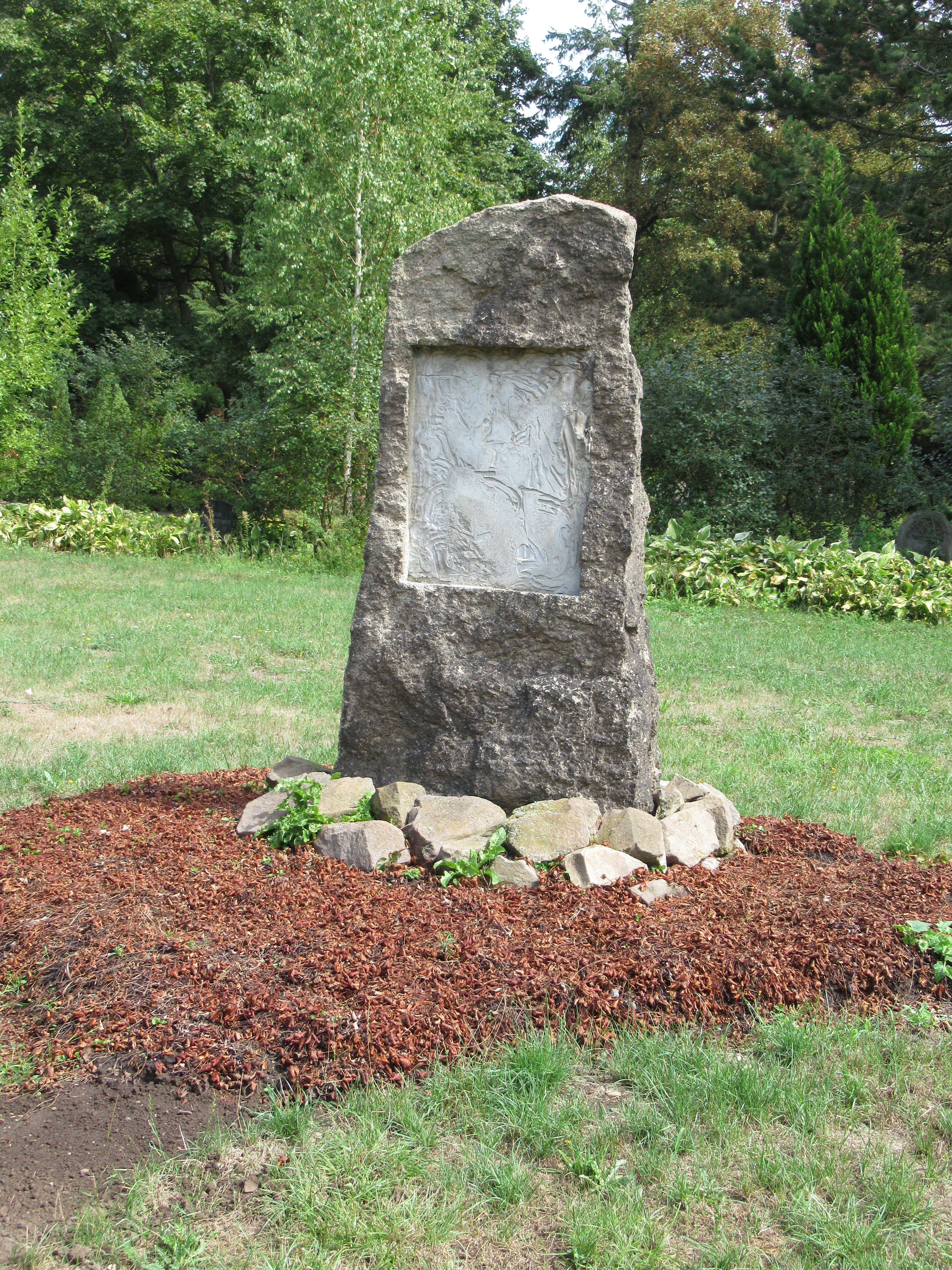
Denkmal auf Soldatenfriedhof I. Weltkrieg in Magdeburg
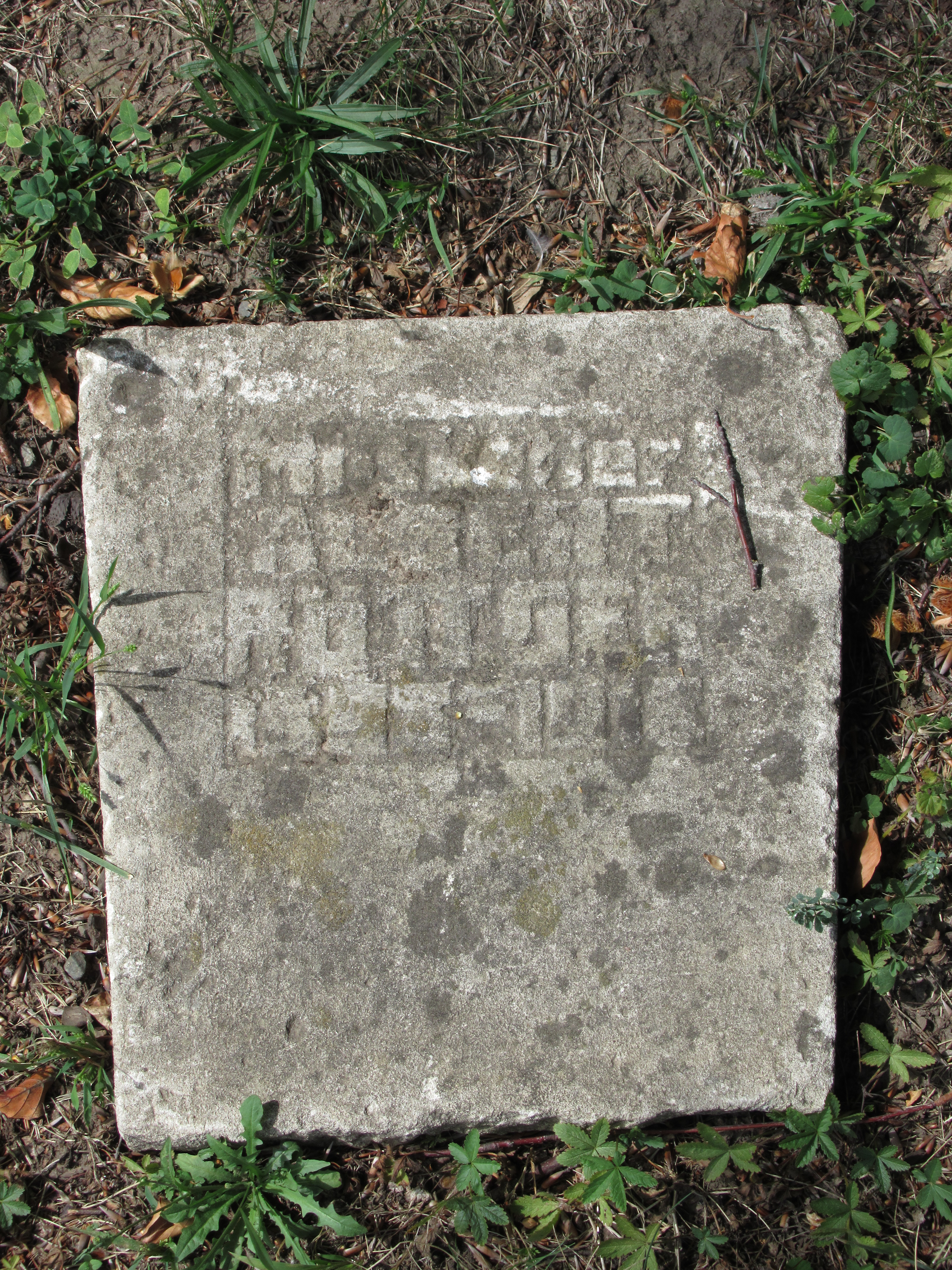
Grabstein für Soldaten I. Weltkrieg in Magdeburg

## Soldatengräber des Zweiten Weltkrieges
Ein "Ehrenfeld" für die seit Beginn des Zweiten Weltkrieges anfallenden Kriegstoten wurde bereits im Oktober 1939 angelegt.
Es handelte sich um in Magdeburger Lazaretten verstorbene, bei den Luftangriffen gefallene und zuletzt in den Kämpfen bei und in Magdeburg im April 1945 gefallene Soldaten. Beidseits entlang des Hauptweges zu den Gräberfeldern der Luftkriegstoten wurden 657 Kriegsopfer (hauptsächlich Soldaten) in Einzelgräbern beigesetzt. Die steinernen Grabkreuze zeigen zumeist mehrere Namen, teilweise auch die Aufschrift „Unbekannter Soldat“. An einem abzweigenden Seitenweg finden sich zwei Gemeinschaftsgräber mit den hierher überführten sterblichen Überresten von deutschen und ausländischen Soldaten aus dem im Frühjahr 1945 angelegten Friedhof des Standort-Lazaretts Margaretenhof-Herrenkrug bei Magdeburg. Entsprechend den Gedenktafeln mit den Namen liegen hier 168 (überführt 1974) und 159 (überführt 1995) Verstorbene, zusammen also 327. In der Friedhofsbroschüre „100 Jahre Westfriedhof“ von 1999 werden 429 Tote in zwei Sammelgräbern genannt. Zwei Teilfriedhöfe beim Lazarett lagen seit der Besetzung durch die Rote Armee inmitten eines sowjetischen Militärbereichs. 1975 konnte ein Teil der Gebeine noch auf den Westfriedhof gebracht werden, die anderen waren im Rahmen von Baumaßnahmen bereits einbetoniert worden und wurden 1995 umgebettet. Anlässlich des Volkstrauertages 1995 fand eine würdige Trauerfeier für die Umgebetteten auf dem Westfriedhof statt. Bei den Recherchen und der Dokumentation zu den Militärfriedhöfen in und bei Magdeburg machte sich Wolfgang Böttger (verstorben 1995) im Auftrag des Städtischen Planungsamtes verdient.

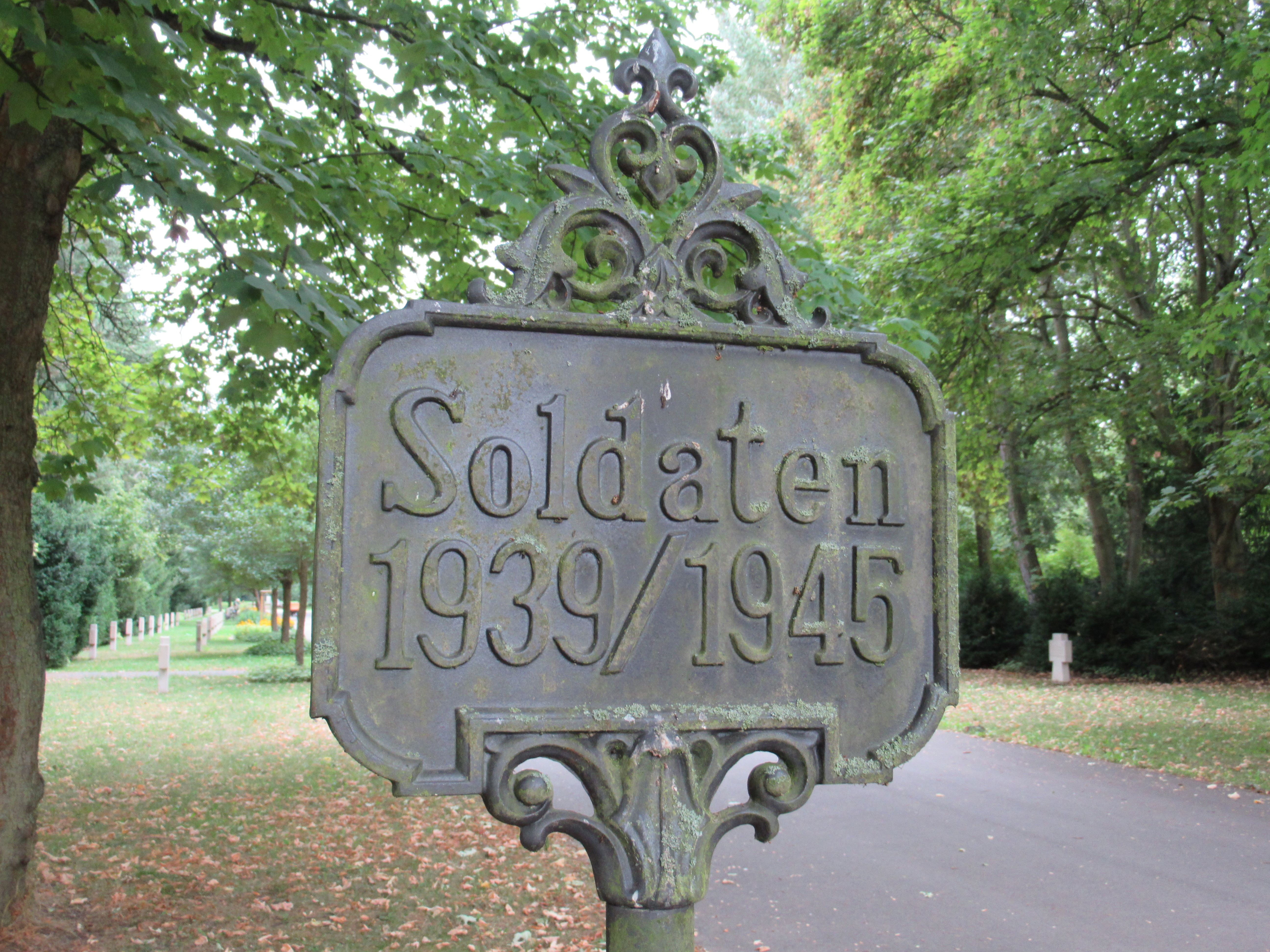
Soldatengräber Zweiter Weltkrieg in Magdeburg Westfriedhof
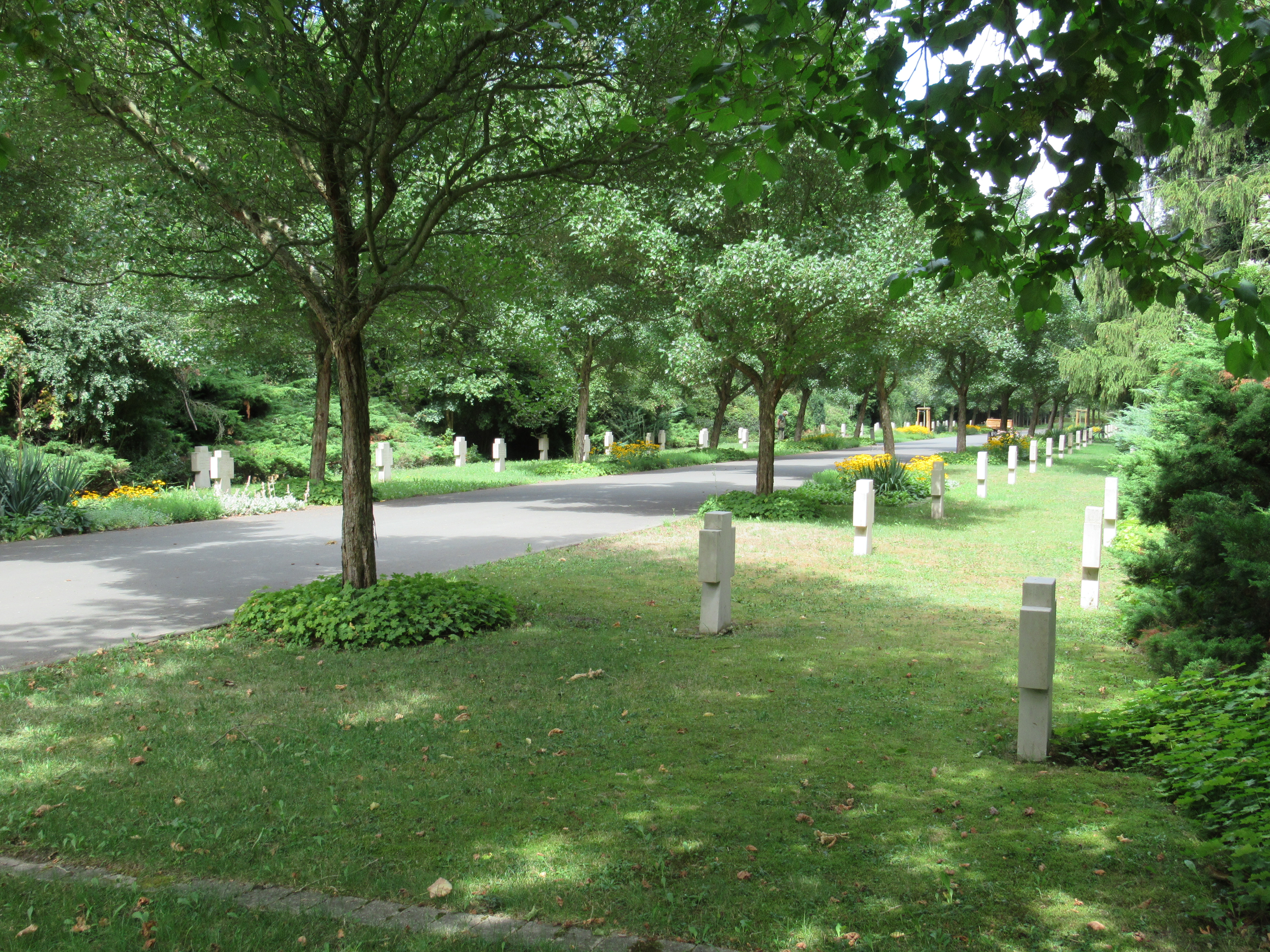
Soldatengräber Zweiter Weltkrieg auf Westfriedhof
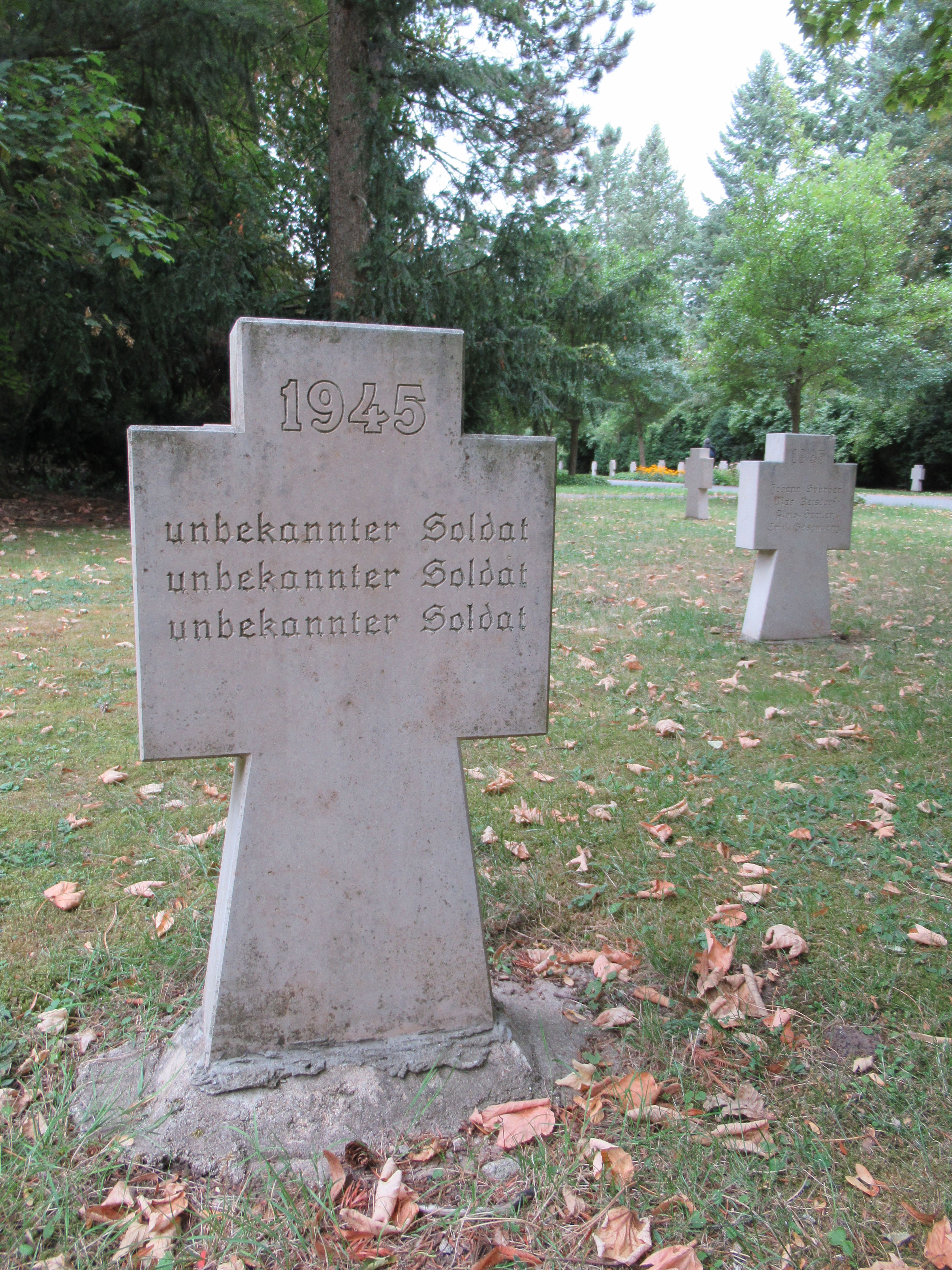
Unbekannte Soldaten Zweiter Weltkrieg auf Westfriedhof
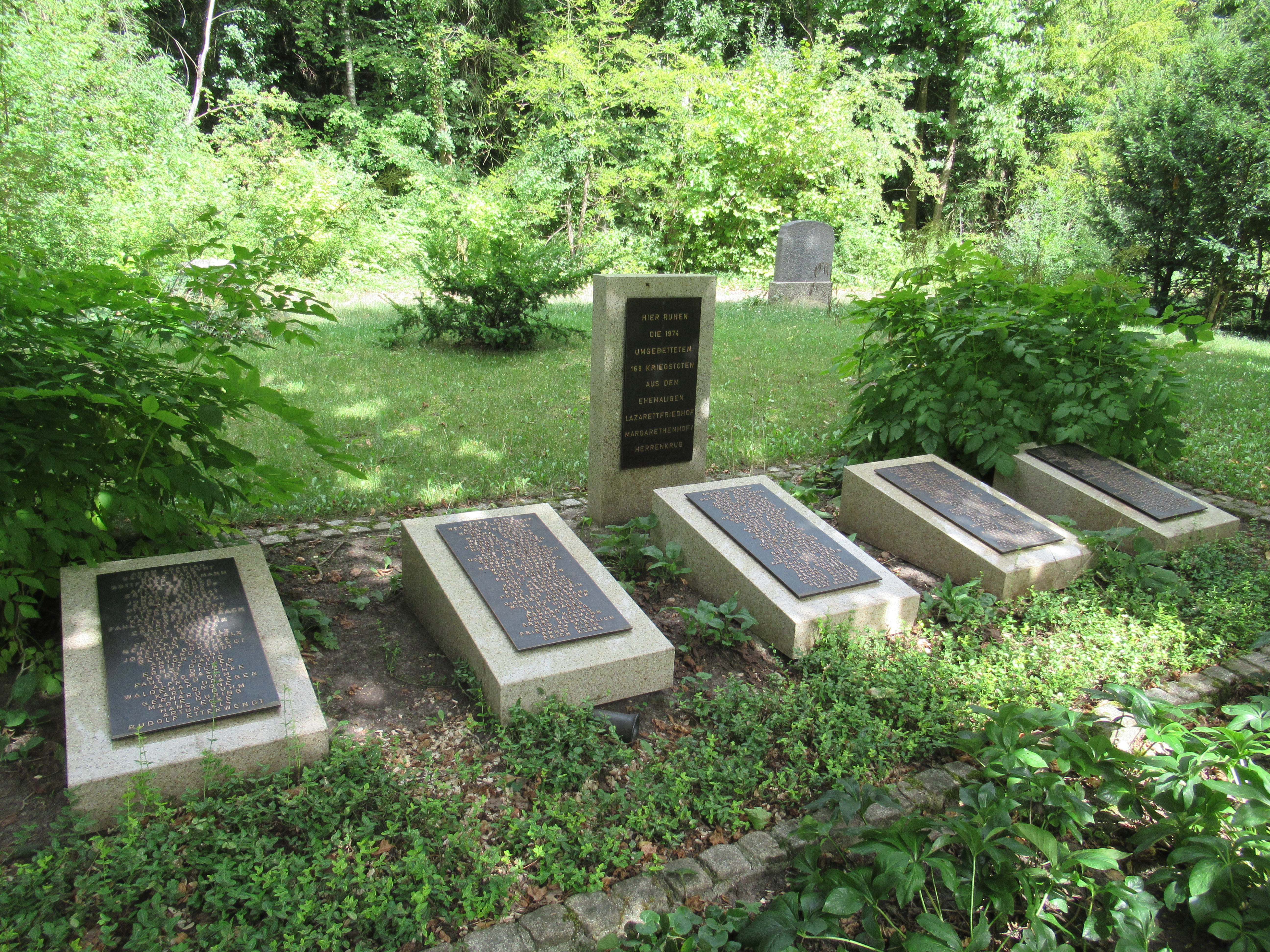
Von Lazarettfriedhof auf Westfriedhof 1974 umgebettete Soldaten
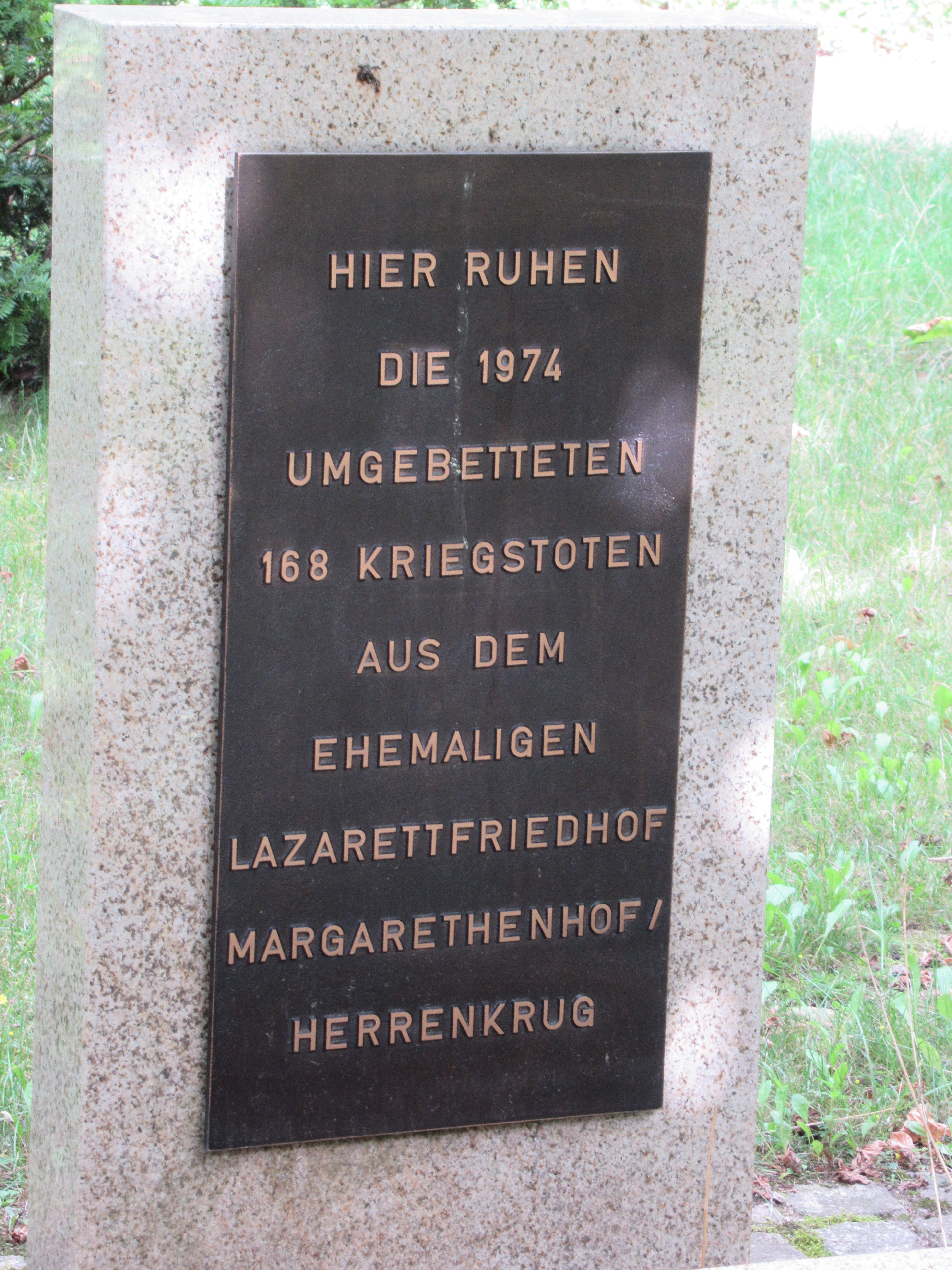
1974 umgebettete Tote von Lazarettfriedhof auf Westfriedhof

## Gräberfelder und Denkmal für die Opfer der Luftangriffe auf Magdeburg
Der Kriegsopferhain beginnt mit den Gräbern der Soldaten und Zivilbevölkerung des Zweiten Weltkrieges und endet mit den Rasenflächen, unter denen die Opfer der alliierten Luftangriffe auf Magdeburg ruhen. Er hat eine Gesamtfläche von 15.500 Quadratmetern mit 2199 Einzelgräbern und einem Sammelgrab mit 40 Toten.
1995 erhielt der Hain ein Denkmal für „die Opfer des Luftangriffs vom 16. Januar 1945“ (Friedhofsbroschüre). Ausgeführt wurde das plastische Ensemble, nach Entscheid einer Jury, von Bildhauer Wieland Schmiedel, der seinem Entwurf den folgenden Text beigefügt hatte: „Der Plan des Luftopferfeldes zeigt einen klaren Grundriß, der an einen mehrschiffigen Kirchenraum erinnert. Das Halbrund des Massengrabes beschreibt die Apsis. Von dieser ‚inneren Architektur‘ ist meine dreiteilige Gestaltungsidee, entlang des Mittelweges, bestimmt: Die Grund- und Grabplatte, Der Raum und Die Glocke. Die Grundplatte, die zum Fundament wird. Der Raum, der geschlossen und wieder Schutz bieten kann. Der Stein, der ins Lot zu bringen ist. Die Glocke, die uns ruft.“
Die symbolische „Grabplatte“, die der Besucher als ersten Teil des Ensembles sieht, trägt nur die schlichte Inschrift „16. Januar 1945“. Wer es nicht weiß, kann nicht erkennen, dass es sich hier um einen Friedhof für Bombenopfer handelt. Das zugrundeliegende Geschehen ist nicht erwähnt, auch sonst an keiner Stelle der rasenbewachsenen und mit Bäumen bepflanzten Flächen. Grabzeichen und Namen fehlen völlig. Die anderen über 30 Bombenangriffe (vor und nach dem 16. Januar 1945) sind in der Inschrift ausgeklammert, obwohl auch die meisten dieser Opfer hier ruhen.
Am 16. Januar 1945 erfolgte der schwerste von insgesamt 38 alliierten Luftangriffen auf Magdeburg in den Jahren 1940 bis 1945. Am 16. Januar 1945 starben dabei 2.000 bis 2.500, oder 4.000 Menschen, bei den anderen Angriffen zusammen 2.500 Insgesamt hat es also bis 6.500 Opfer gegeben. Zwar wurden Bombentote auch auf anderen Friedhöfen beerdigt, doch die allermeisten in Gräberfeldern auf dem Westfriedhof. 2.680 hier bestattete Bombenopfer wurden registriert, davon waren 600 unbekannte oder nicht identifizierbare, meist verkohlte Leichen in einem gesonderten Massengrab (16. Januar 1945). Bei sieben der Angriffe fielen jeweils Hunderte von Toten an. Trotz der großen Zahl wurden sie in Särgen beigesetzt, wenn auch nach dem 16. Januar in teilweise sehr einfachen. Die ursprünglichen Reihengräber mit Grabkreuzen sind nicht erhalten.

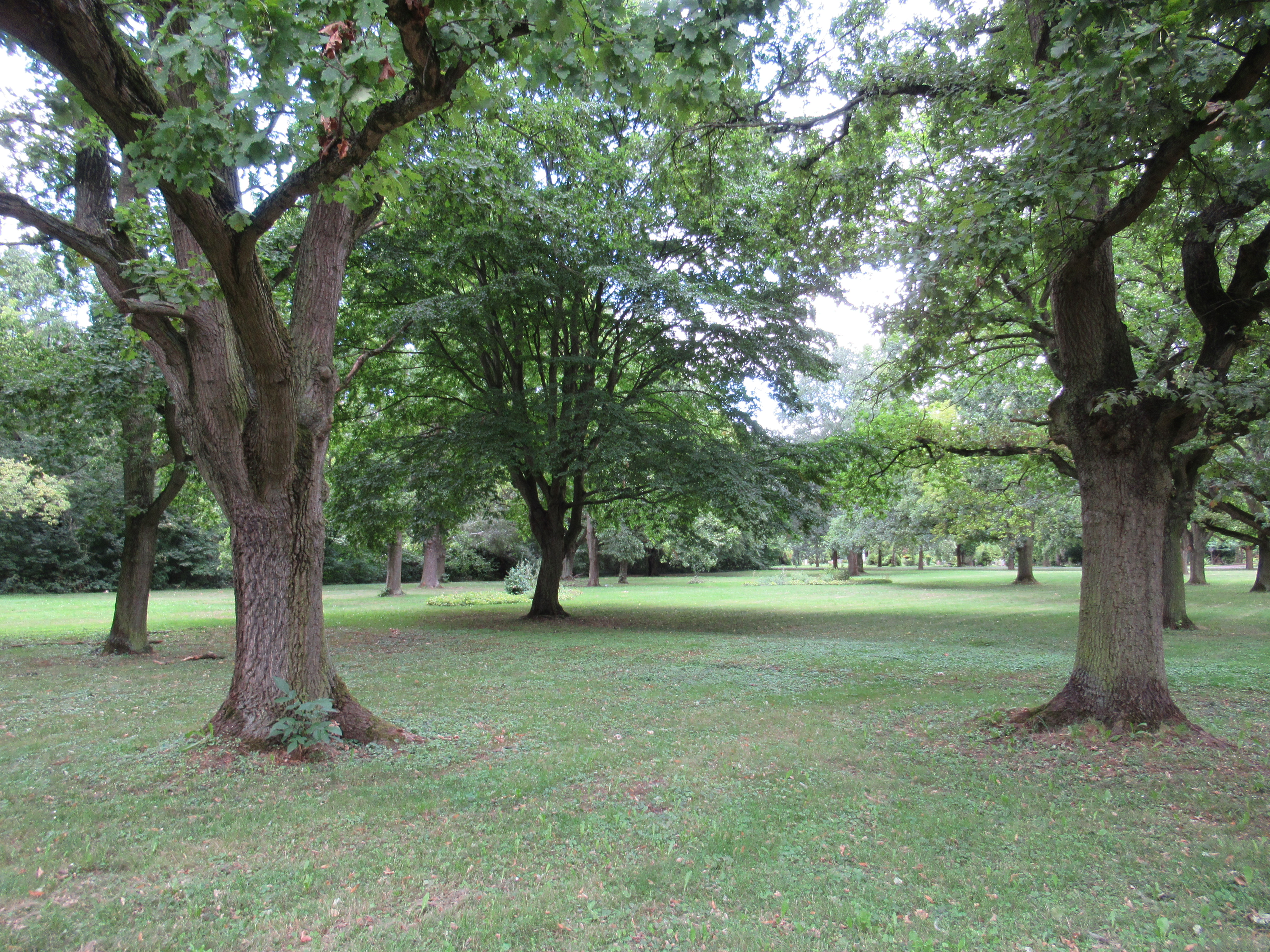
Massengräber Bombenopfer Magdeburg Westfriedhof
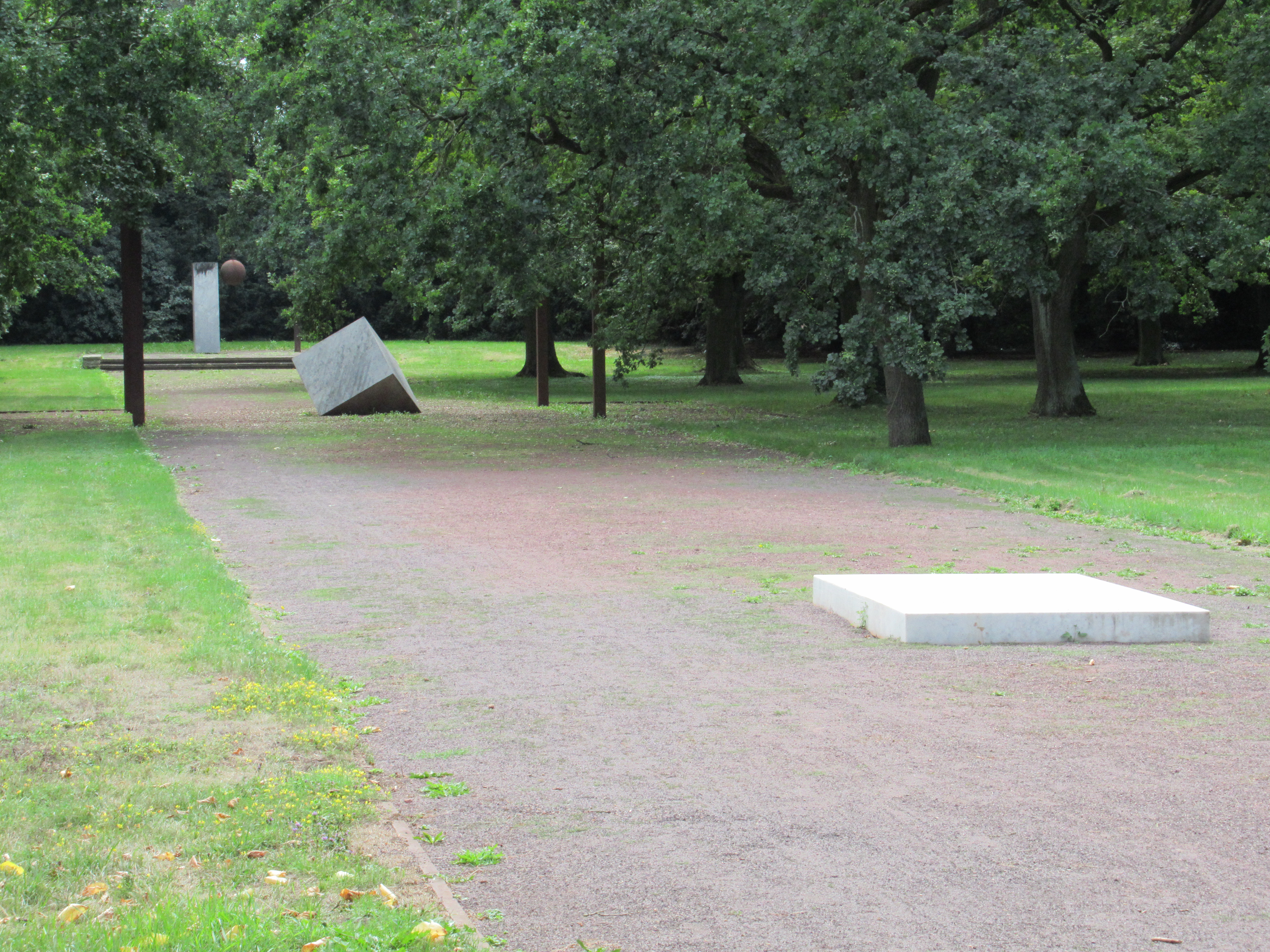
Dreiteiliges Denkmal für Bombenopfer auf Westfriedhof Magdeburg
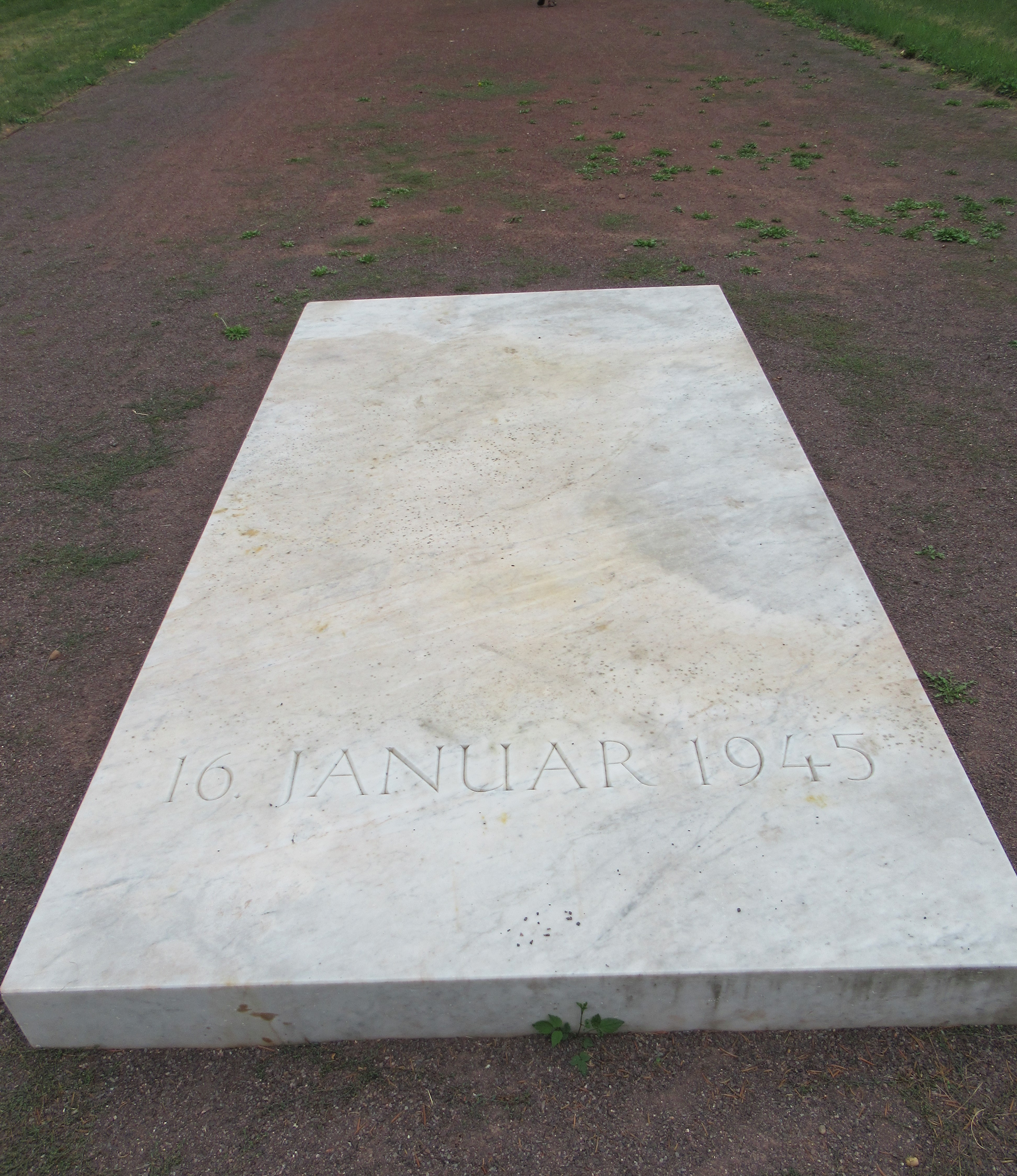
Symbolische Grabplatte als Teil des Denkmals für Bombenopfer auf Westfriedhof (16. Januar 1945)

## Gedenkstein für gefallene italienische Militärinternierte
Italienische Militärinternierte waren in Betrieben, aber auch bei der Flak eingesetzt. Der Gedenkstein wurde ihren Gefallenen (Luftangriffe) im Jahre 1996 von der Republik Italien gesetzt.

## Ehrenhain für Opfer des Faschismus
Auf dem Gräberfeld für Opfer des Faschismus mit einer Fläche von 5.000 Quadratmetern erfolgten ab 1945 855 Bestattungen, davon waren 59 Widerstandskämpfer. Die Sandsteinmauer trägt den bronzenen Schriftzug „Halt wach Dein Gedächtnis“. Eine Plastik (Bronzezweitguss) „O Bleiche Mutter Deutschland“ von Fritz Cremer versinnbildlicht das Leid der Opfer.

## Tote aus Massengräbern von sowjetischem KGB-Gelände Klausenerstraße
Das denkmalartig gestaltete Massengrab trägt eine nur teilweise erklärende Tafel mit folgendem Wortlaut: „Letzte Ruhestätte für 60 Männer. Im Alter von 18 bis 30 Jahren getötet und vergraben“. Die Gebeine waren 1994 bis 1996 bei Bauarbeiten in der Klausenerstraße 18 (vormals Westendstraße) gefunden worden, auf Gelände, das seit 1945 vom sowjetischen KGB als Zentrale genutzt worden war. Die knöchernen Überreste – wahrscheinlich aus den 1950er Jahren – wurden geborgen, rechtsmedizinisch untersucht und 2003 auf dem Westfriedhof in dem jetzt (2018) existierenden Grab beigesetzt.

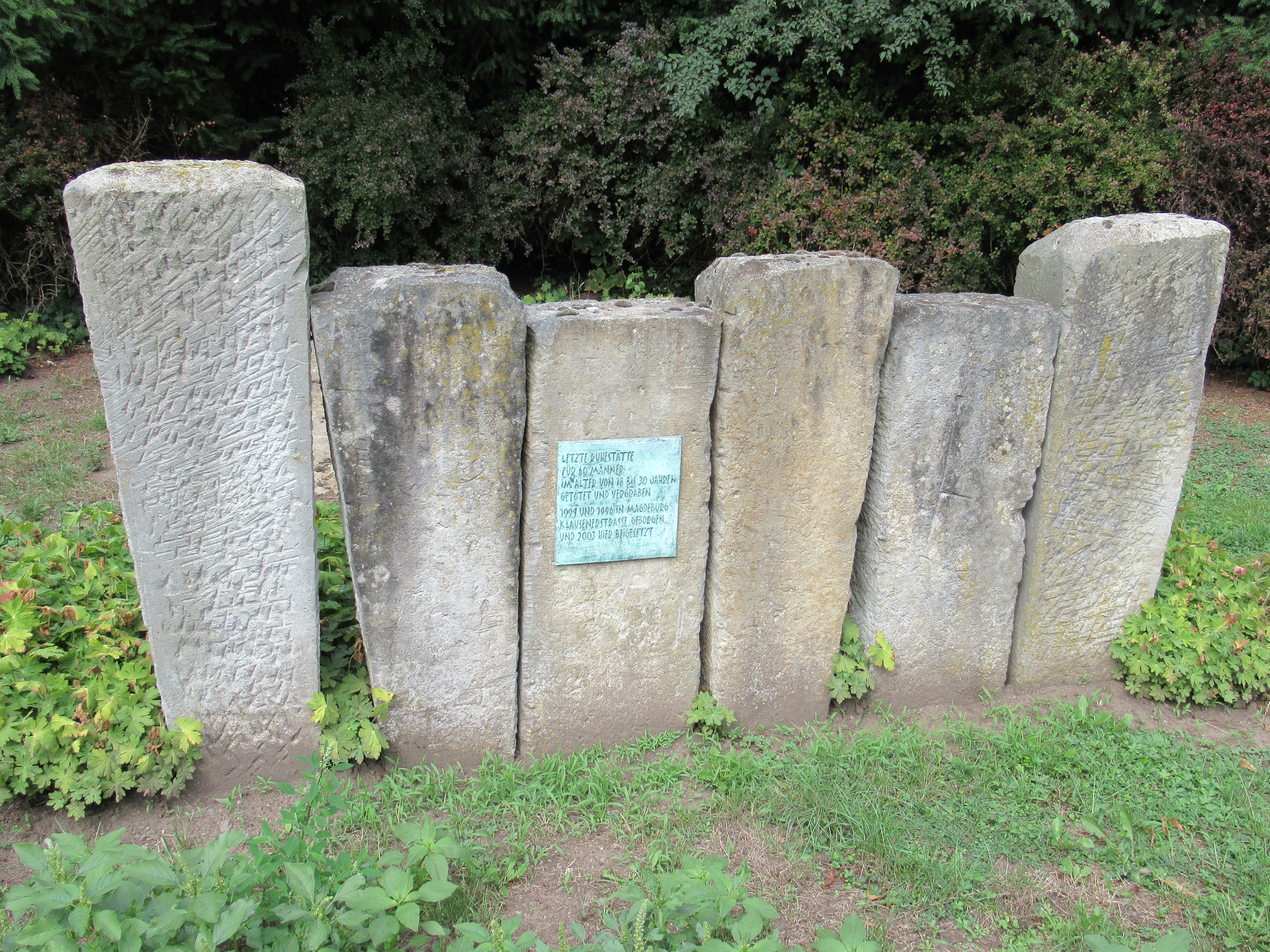
Denkmal für 60 Tote aus Klausenerstraße auf Westfriedhof
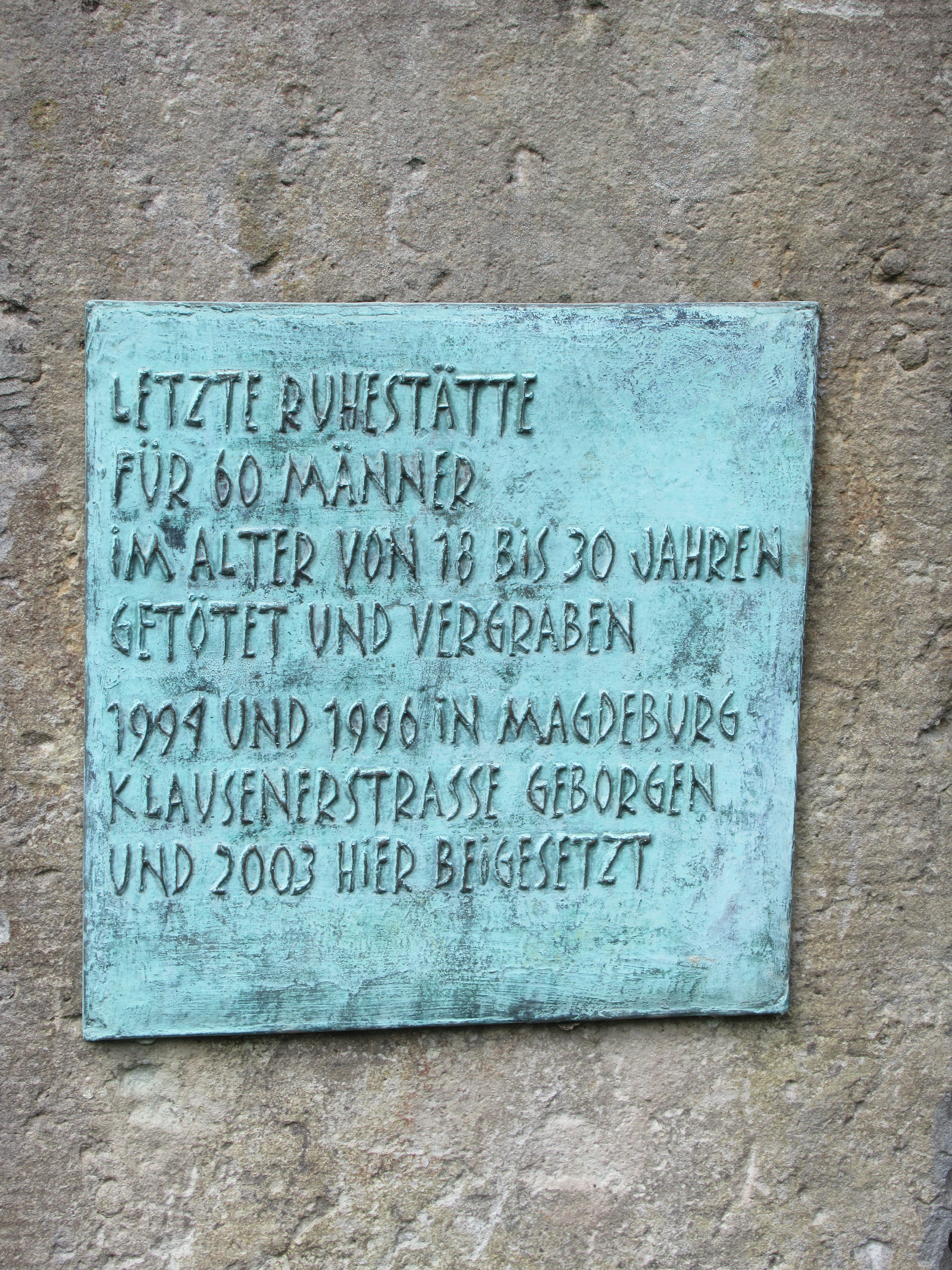
Denkmal-Erklärung für das Massengrab
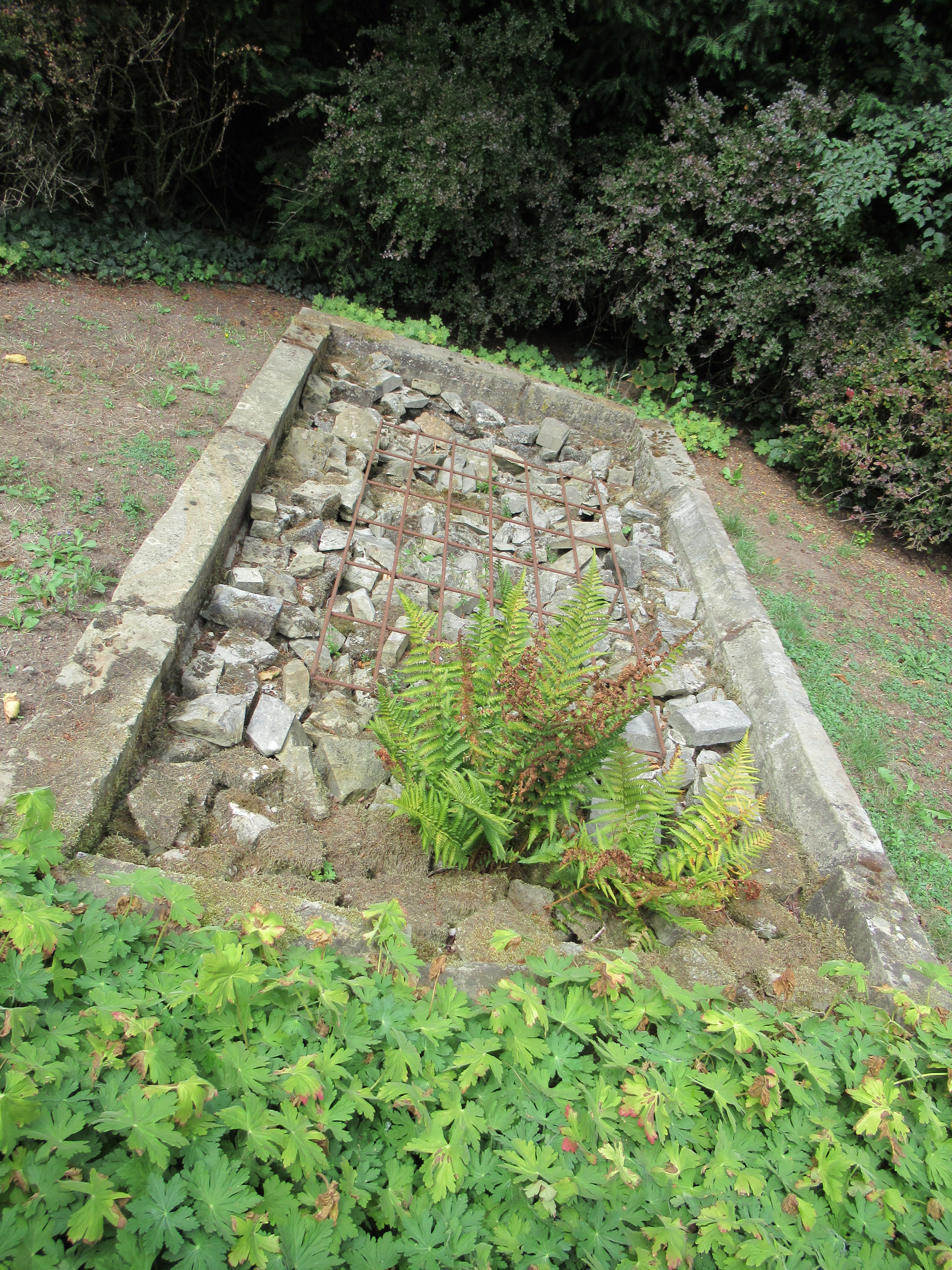
Massengrab mit 60 Toten auf Westfriedhof

## Weitere Kriegsgräberstätten in Magdeburg
- Pfeiffersche Stiftungen: Auf dem Anstaltsfriedhof wurden Opfer der Bombenangriffe 1944 und 1945 beigesetzt. Gedenkstein von 1950.
- Neuer Sudenburger Friedhof in Magdeburg-Sudenburg: 30 zivile Tote bei Bombardierung der Friedhofskapelle am 6. Februar 1945
- Friedhof Westerhüsen: Gräber von 1945 gefallenen deutschen Soldaten
- Ausländerfriedhof im Stadtteil Magdeburg-Westerhüsen: "Ausländerfriedhof" mit Fremdarbeitern,  Kriegsgefangenen, KZ-Häftlingen (zum Teil Opfer der Luftangriffe)
- Nordpark Magdeburg: Sowjetischer Ehrenfriedhof für Gefallene der Roten Armee, verstorbene Soldaten der Garnison Magdeburg und sowjetische Zivilisten